# Helen Gaige
 (juillet 2017).
Helen Beulah Thompson Gaige est une zoologiste américaine, née le 24 novembre 1890 à Bad Axe dans le Comté de Huron (Michigan) et morte le 24 octobre 1976 à Gainesville (Floride).

## Biographie
Elle est la fille d’Elizabeth (née McDonald) et de Charles E. Thompson. Elle étudie à l’université du Michigan où elle obtient son Bachelor of Arts (1909) et son Master of Arts (1910). Gaige devient assistante au musée de zoologie de l’université du Michigan en 1910 sous la tutelle d’Alexander Grant Ruthven (1882-1971). Lorsque celui-ci devient le directeur du musée en 1913, il donne la responsabilité des programmes de recherche en herpétologie à Gaige. Celle-ci est nommée assistante conservatrice du département des reptiles et des amphibiens en 1918, puis conservatrice en 1923. N’ayant pas le statut de professeur, comme Ruthven, elle doit superviser les étudiants de façon officieuse.
Elle rencontre son mari, Frederick McMahon Gaige (1890-1976), en 1912 : ils participent tous deux à l’expédition Walker-Newcomb dans le Nevada. Ils se marient l’année suivante juste après le retour de Frederick Gaige d’un voyage scientifique dans les montagnes Santa Marta. Les époux Gaige entreprendront plusieurs missions scientifiques.
En 1928, elle signe avec Ruthven, The herpetology of Michigan. À partir de 1930, après avoir obtenu que le siège de l’American Society of Ichthyologists and Herpetologists (ASIH) soit transféré dans les locaux de l’université du Michigan, elle devient la responsable de la parution des articles sur les reptiles et les amphibiens de la revue Copeia (Clark Hubbs (1921-2008) s’occupant de la partie ichtyologique). En 1937, cette revue se transformant en un grand format trimestriel, elle devient le rédacteur en chef, fonction qu’elle occupe jusqu’en 1969. Grâce à son action, Copeia devient le premier journal herpétologique du monde. Elle se retire de son poste de conservateur en 1945 et est remplacée par l’un de ses étudiants Charles Frederic Walker (1904-1979).
Elle mène plusieurs expéditions scientifiques, notamment au Texas, en Floride et au Colorado. Spécialiste des grenouilles néotropicales, elle contribue à l'organisation de la zoologie américaine et en particulier de l'herpétologie. Elle contribue activement à l’American Society of Ichthyologists and Herpetologists (ASIH), dont elle deviendra la présidente d'honneur en 1946. Le prix Gaige, commémorant sa mémoire, est attribué chaque année par l'ASIH.